# Rund um den Finanzplatz Eschborn-Frankfurt 2013
Il Rund um den Finanzplatz Eschborn-Frankfurt 2013, cinquantaduesima edizione della corsa, valido come evento del circuito UCI Europe Tour 2013 categoria 1.HC, si svolse il 1º maggio 2013 per un percorso di 200,9 km. Fu vinto dallo sloveno Simon Špilak, che giunse al traguardo in 4h 52' 07" alla media di 41,26 km/h.

## Squadre e corridori partecipanti
| N.      | Cod. | Squadra                     |
| ------- | ---- | --------------------------- |
| 1-8     | CAN  | Cannondale Pro Cycling      |
| 11-18   | LTB  | Lotto-Belisol Team          |
| 21-28   | OPQ  | Omega Pharma-Quickstep      |
| 31-38   | TST  | Team Saxo-Tinkoff           |
| 41-48   | VCD  | Vacansoleil-DCM             |
| 51-58   | ALM  | AG2R La Mondiale            |
| 61-68   | KAT  | Katusha Team                |
| 71-78   | ARG  | Team Argos-Shimano          |
| 81-88   | IAM  | IAM Cycling                 |
| 91-98   | MTN  | MTN-Qhubeka                 |
| 101-108 | TNE  | Team NetApp-Endura          |
| 111-118 | TSV  | Topsport Vlaanderen-Baloise |

| N.      | Cod. | Squadra               |
| ------- | ---- | --------------------- |
| 121-128 | AJW  | Accent Jobs-Wanty     |
| 131-138 | CRE  | Crelan-Euphony        |
| 141-148 | RVL  | RusVelo               |
| 151-158 | TSP  | Nutrixxion-Abus       |
| 161-168 | RNR  | Rad-Net Rose Team     |
| 171-178 | THF  | Team Heizomat         |
| 181-188 | NSP  | NSP-Ghost             |
| 191-198 | TRS  | Team Quantec-Indeland |
| 201-208 | STG  | Team Stölting         |
| 211-218 | LKT  | LKT Team Brandenburg  |
| 221-228 | CAN  | Germania              |

## Ordine d'arrivo (Top 10)
| Pos. | Corridore          | Squadra       | Tempo    |
| ---- | ------------------ | ------------- | -------- |
| 1    | Simon Špilak       | Katusha Team  | 4h52'07" |
| 2    | Moreno Moser       | Cannondale    | s.t.     |
| 3    | André Greipel      | Lotto-Belisol | s.t.     |
| 4    | John Degenkolb     | Argos-Shimano | s.t.     |
| 5    | Gerald Ciolek      | MTN-Qhubeka   | s.t.     |
| 6    | Gianni Meersman    | Omega Pharma  | s.t.     |
| 7    | Domenico Pozzovivo | AG2R La Mond. | s.t.     |
| 8    | Maurits Lammertink | Vacansoleil   | s.t.     |
| 9    | Aleksej Catevič    | Katusha Team  | s.t.     |
| 10   | Ralf Matzka        | NetApp-Endura | s.t.     |